# Єрусалимський вірменський патріархат
Єрусали́мський вірме́нський патріарха́т, також відомий як Вірме́нський патріарха́т свя́того Я́кова (вірм. Առաքելական Աթոռ Սրբոց Յակովբեանց Յերուսաղեմ, латиніз. Aṙak’yelakan At’voṙ Srboc’ Yakovbeanc’ Yerusaġem, досл. «Апостольський Престол святого Якова в Єрусалимі») — автономний патріархат Вірменської апостольської церкви. Вірменський Патріарх в Єрусалимі (з 24 січня 2013 року Нурхан Манукян) має сан архиєпископа і визнає духовний авторитет Католикоса всіх вірмен ВАЦ. Резиденція Єрусалимського Вірменського Патріарха знаходиться в історичному районі Єрусалиму — Вірменському кварталі Старого міста (Собор Святого Якова).
У віданні патріархату знаходяться вірменські церкви Ізраїлю (в Єрусалимі, Яффо, Рамлі і Хайфі) і Йорданії. До 1930 року Вірменська Єрусалимська Патріархія мала єпархії в Лівані і Сирії, однак після геноциду вірмен в Туреччині, заради збереження інституту Кілікійського Католикосату ВАЦ, ці єпархії на прохання Католикоса всіх вірмен були тимчасово передані Киликийському Католикосату.
Єрусалимська вірменська громада використовує юліанський календар, на відміну від решти Вірменської апостольської церкви, яка використовує григоріанський календар. Варто зауважити, що Вірменська апостольська церква святкує Різдво Христове — 6 січня в один день з Хрещенням Господнім, а так як Єрусалимський вірменський патріархат використовує юліанський, а не григоріанський календар, то їхнє Різдво Христове й Хрещення Господнє припадає на 19 січня.

## Історія

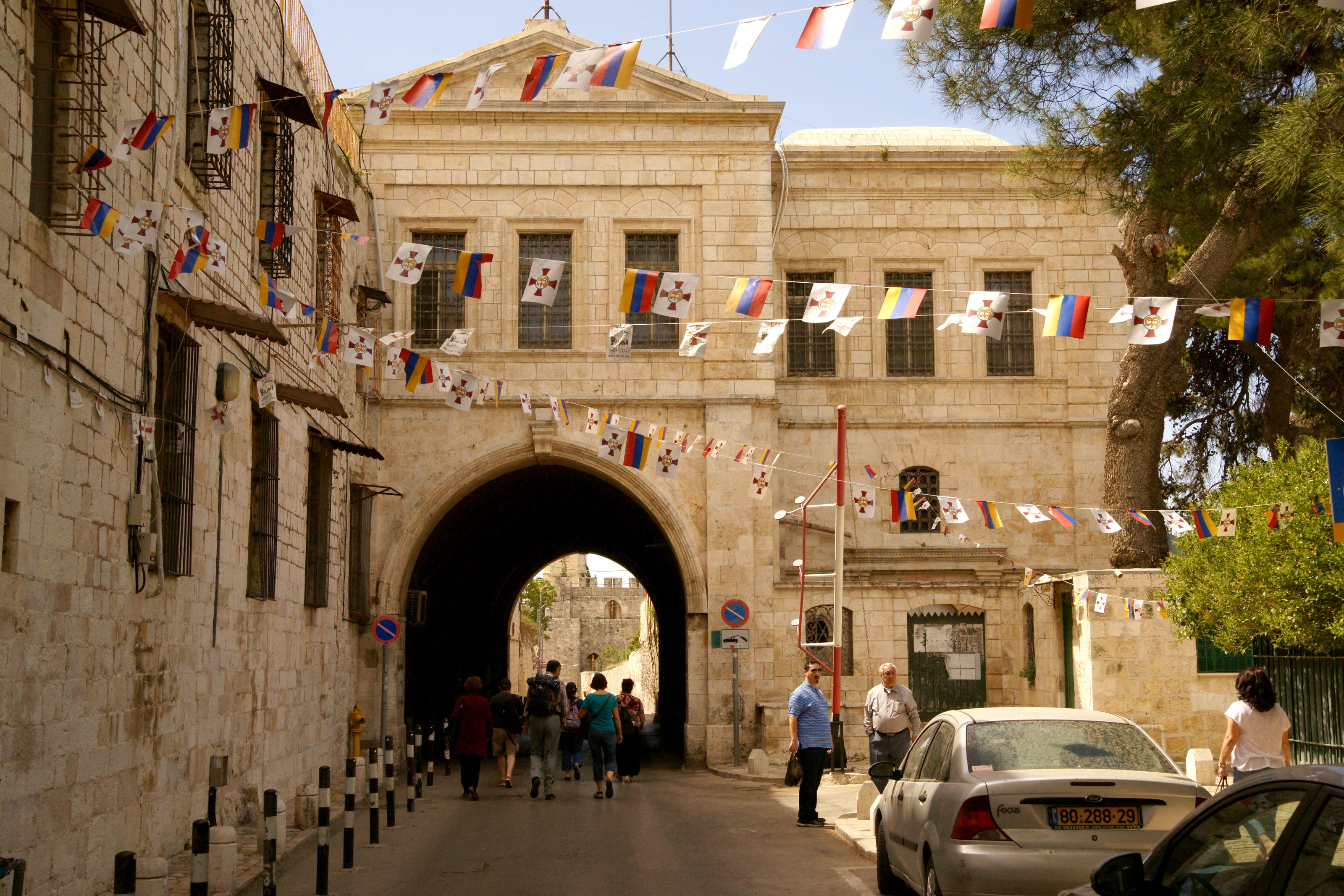
Собор святого Якова (Єрусалим)

У 638 р., після того як святий Софроній помер і греки не призначили іншого єпископа для Єрусалиму, Вірменська апостольська церква почала призначати своїх єпископів для Єрусалиму. Пізніше єпископи були підняті за статусом і стали патріархами. Вірменський патріарх є незалежним і самоврядним. Вірменський патріарх Єрусалиму визнає Престол Матері Святого Ечміадзіна таким, що має видатну перевагу у всіх духовних питаннях.
Після закінчення хрестоносців вірменські патріархи прагнули налагодити добрі стосунки з мусульманськими правителями. Вірменський патріарх Саркіс I (1281–1313) зустрів губернатора Мамлюків в Єгипті, а згодом повернувся до своєї громади в Єрусалимі, сподіваючись відкрити мирний період для свого народу після хрестових походів. У 1340-х роках вірменам було дозволено побудувати стіну навколо свого кварталу. Уряд мамлюків також вигравірував захисну декларацію арабською мовою на західному вході в квартал.
Вірменський квартал у цей період постійно створював "факти на місцях" шляхом постійних невеликих розширень та консолідацій. У 1380-х роках Патріарх Крикор IV побудував їдальню священиків навпроти собору Святого Якова. Близько 1415 року був придбаний оливковий гай на Оливній горі, Гефсиманському саду. У 1439 р. Греки вивезли вірмен з каплиці Голгофи в церкві Гробу Господнього, але Патріарх Мардірос I (1412–1450 рр.) Придбав в якості компенсації «протилежну територію» і назвав її другою Голготою. Це залишається у патріарха донині. Через права Вірменської церкви на каплиці Голготи, в обідні ходи у Гробі Господньому, там вірменська церква відправляє літургію.
Часом Єрусалимський патріархат Вірменії політизувався через боротьбу у Вірменській церкві. Вірменський патріархат, завдяки своїй близькості до святих місць та ізоляції від основного вірменського населення, зіграв важливу роль у розколі, який почав впливати на вірменське керівництво в Константинополі та Ечміадзіні (місце вірменської церкви). Істотно, що єпископ Егіазар прийняв Вірменський патріархат в Єрусалимі і в 1644 р. на короткий час оголосив себе "католикосом" ("провідником") усієї вірменської церкви.
У XVII столітті вірменам було дозволено після багатьох клопотань про збільшення монастиря Святого Якова. Тоді ж вірменський патріарх Ованес VII придбав велику земельну ділянку на південь від собору Святого Якова під назвою «Чам Таг». До 1752 року Патріархат був зайнятий реконструкцією цілого кварталу, а в 1828 році після землетрусу відбулися подальші реконструкції. У 1850 р. було завершено будівництво семінарійного комплексу в південному кінці монастиря Святого Якова.
У 1833 р. вірмени заснували першу в місті друкарню, а в 1843 р. відкрили духовну семінарію. У 1866 р. вірмени відкрили першу фотостудію та свою першу газету в Єрусалимі. У 1908 році вірменська громада побудувала дві великі будівлі на північно-західній стороні Старого міста, вздовж вулиці Яффа.
У міру поширення вірменської діаспори по всій Європі та Америці заможні вірмени щедро пожертвували на процвітання та наступність Патріархату. Нафтовий магнат і благодійник Калуст Гульбенкян прийшов, щоб наділити Бібліотеку Гульбенкяна в вірменському кварталі, названу в ім'я подяки на його ім'я, сьогодні зберігаючи одну з великих колекцій стародавніх вірменських рукописів, включаючи нескінченні копії різних фірмських, османських указів, що видавали захист кварталу та права під владою мусульман.
До 1920-х років більша частина вірменського кварталу мала «двосхилі дахи у європейському стилі», на відміну від куполів, які віддавали перевагу в мусульманському кварталі. У 1922 р. вірмени становили 8% християн Єрусалиму, що становило близько 2480 чоловік. Також зазначається, що не вірмени знайшли комфорт у захисті стінної вірменської "сполуки". У 30-40-х роках вірменський квартал відбувся подальший ремонт.
Кінець Другої світової війни приніс також поділ Мандата Палестина і створення в 1948 р. Ізраїлю. Кількість вірмен, що проживали на той час у Святій Землі, становила близько 8000. Вірмени, які жили в Хайфі та Яффі, що стали частиною Ізраїлю, отримали ізраїльське громадянство; тоді як переважна більшість палестинських вірмен проживала у Вірменському кварталі, а Вірменський патріархат та його володіння потрапили під владу Йорданії.
Вірменська громада була ще зменшена після шестиденної війни та окупації 1967 року, причому багато хто емігрував до Йорданії, а деякі до Європи та США, залишивши близько 2000-3000 в Єрусалимі та на Західному березі.

## Права і привілеї Вірменської патріархії Єрусалима
Вірменська патріархія, нарівні з патріархіями грецької та латинської церков, володіє правом власності на частину основних Святинь Святої Землі, в храмі Різдва у Віфлеємі і в храмі Воскресіння в Єрусалимі.